# Jensen Ackles
Jensen Ross Ackles, ameriški televizijski in filmski igralec, * 1. marec 1978, Dallas, Teksas, Združene države Amerike.

## Življenje
Ackles se je rodil v Dallasu, Texas materi Donni Joan in očetu Alanu Rogerju Acklesu, ki je bil po poklicu igralec. Ackles ima še brata Joshua, ki je od njega starejši tri leta in pa sestro, Mackenzie, ki je od njega mlajša sedem let. Ima irske, angleške in škotske korenine. Razmišljal je o študiju športne medicine na Teksaški univerzi in karieri fizioterapevta, vendar se je preselil v Los Angeles kjer je začel z igranjem.
Novembra 2009 se je zaročil z ameriško igralko in modelom Danneel Harris. Poročila sta se 15. maja 2010 v Dallasu, Teksas. Imata eno hčerko, Justice Jay ''JJ'' Ackles, ki se jima je rodila 30. maja 2013.

## Kariera
Najbolj znan je po vlogi v seriji Nadnaravno, v kateri igra lovca na zlo Deana. Igral je tudi v nadaljevankah Smallville, Wishbone, Dark Angel in Days of our Lives ter filmih Blonde (2001), Devour (2005), Ten Inch Hero (2007) in My Bloody Valentine 3D (2009).